# Aphytis luteus
Aphytis luteus är en stekelart som först beskrevs av Julius Theodor Christian Ratzeburg 1852.  Aphytis luteus ingår i släktet Aphytis och familjen växtlussteklar. Inga underarter finns listade i Catalogue of Life.